# Poa denudata
Poa denudata är en gräsart som beskrevs av Ernst Gottlieb von Steudel. Poa denudata ingår i släktet gröen, och familjen gräs. Inga underarter finns listade i Catalogue of Life.